# Notomastus exsertilis
Notomastus exsertilis är en ringmaskart som beskrevs av Saint-Joseph 1906. Notomastus exsertilis ingår i släktet Notomastus och familjen Capitellidae. Inga underarter finns listade i Catalogue of Life.